# Doctor Sleep (Roman)
Doctor Sleep ist ein 2013 erschienener Horror-Roman des amerikanischen Schriftstellers Stephen King. Die deutsche Übersetzung von Bernhard Kleinschmidt erschien unter identischem Titel ebenfalls 2013. Der Roman erzählt die Geschichte von Danny Torrance aus dem 1977 erschienenen Shining weiter.

## Inhalt
Die Handlung setzt drei Jahre nach dem Tod von Dannys Vater Jack Torrance und der Zerstörung des Overlook-Hotels ein, als der achtjährige Danny erneut von den Geistern heimgesucht wird, die ihn bereits im Overlook verfolgten. Danny verfügt über eine übersinnliche Begabung, das sogenannte „Shining“, die ihn die Gedanken von anderen Menschen lesen und Visionen von zukünftigen und vergangenen Ereignissen erleben lässt. Dannys Mentor Dick Hallorann zeigt ihm einen Trick, um ungebetene Geister und Visionen in einem imaginären Schließfach einzusperren.
Auf der Highschool beginnt Danny zu trinken, obwohl er weiß, wie der Alkohol seinem Vater mitgespielt hatte. Nachdem seine Mutter Wendy an Krebs stirbt, beginnt Danny ziellos durch das Land zu reisen, verliert jedoch durch seine Alkoholsucht einen Job nach dem anderen und landet durch seine jähzornigen Ausbrüche sogar für kurze Zeit im Gefängnis. Als er eines Morgens völlig verkatert neben der jungen Deenie aufwacht und feststellt, dass er nicht nur sein ganzes Geld für Koks und Alkohol verprasst hat, sondern Deenie auch einen kleinen 18 Monate alten Sohn hat, den sie vernachlässigt und der offensichtlich körperlich misshandelt wird, stellt er sein Leben erstmals infrage. Trotzdem stiehlt er ihr das Geld aus ihrem Geldbeutel und verschwindet, noch bevor sie aufwacht. Danach trinkt er weniger regelmäßig und tingelt weiter durch das Land, bis sein alter Freund Tony ihm bei der Ankunft in der Kleinstadt Frazier sagt, dass dies der Ort sei. Dan steigt aus und begegnet Billy Freemann, der in dem kleinen Vergnügungspark Teenytown die Miniatureisenbahn „Helen Rivington“, genannt „Riv“, steuert und sich um die Parkanlagen kümmert. Billy, der selbst über ein wenig Shining verfügt, dies jedoch nicht weiß, spürt, dass Dan Hilfe braucht, und besorgt ihm einen Job in Teenytown. Eine Weile hat Dan seine Alkoholsucht im Griff, doch als er eines Nachts Visionen von Dennie und ihrem kleinen Sohn hat, die mittlerweile beide tot sind, setzt er sich mit einer Flasche Wein in den Park, wo ihn Billy Freemann am Morgen findet. Zwar ist die Flasche ungeöffnet, aber Billy, der Dans Verzweiflung sieht, schickt diesen zu seinem Vorgesetzten Casey Kingsley. Kingsley, selbst trockener Alkoholiker, nimmt Dan unter seine Fittiche und wird sein Mentor bei den Anonymen Alkoholikern.
Bei einem dieser Treffen beginnt Dan, ohne zu wissen, warum, den Namen Abra in sein Notizbuch zu schreiben.
Nach der Saison bekommt Dan im örtlichen Hospiz „Rivington House“ eine Stelle als Pfleger. Durch sein Shining ist es ihm möglich, den Sterbenden die Loslösung von der Welt zu erleichtern und sie in einen friedlichen Tod zu begleiten. Nach einer Weile erhält er dort den Spitznamen „Doctor Sleep“.
Der „Wahre Knoten“ ist eine Vereinigung scheinbar älterer bis jüngerer Leute, die in Wohnmobilen von Campingplatz zu Campingplatz durch das ganze Land reist. Unscheinbar und unauffällig verhalten sich „die Wahren“ wie gewöhnliche Touristen. Es sind jedoch Wesen, die einmal Menschen mit Shining waren und durch den Mord an Kindern, die ebenfalls Shining besitzen, bereits hunderte Jahre leben. Sie ernähren sich wie Vampire von diesen Kindern, jedoch nicht von deren Blut, sondern von einer Substanz namens „Steam“. Wenn die Kinder sterben, wird dieses Steam freigesetzt und dient dem Wahren Knoten als Nahrung. Je qualvoller und länger der Tod der Kinder ist, desto reiner ist der Steam. Jedes Mitglied des Wahren Knotens verfügt über bestimmte Fähigkeiten; so gelingt es ihnen, die Kinder zu entführen. Die Anführerin der Wahren, Rose „The Hat“ O’Hara, kann diese zum Beispiel durch ihr Suchtalent orten und den Wahren Knoten zu Kindern führen, die über besonders viel Steam verfügen.
Abra Stone, ein Mädchen, das nur wenige Wochen vor den Anschlägen des 11. Septembers 2001 in Anniston geboren wird, hat ebenso wie Dan als Kind ein starkes Shining und sieht schon als Säugling die Anschläge auf das World Trade Center voraus. Ihre Urgroßmutter (Momo), die italienischstämmige Dichterin Concetta Reynolds, macht sich ebenso wie Abras Eltern Sorgen um ihre kleine Enkelin, bestärkt diese jedoch auch, so zu sein, wie sie ist.
Abra beginnt durch ihren imaginären Freund Tony mentalen Kontakt zu dessen „Daddy“, Dan, aufzunehmen, indem sie Nachrichten an die Tafel in Dans Zimmer schreibt. Was anfangs harmlos ist, wird irgendwann zu einem Hilferuf. Abra, die durch Zufall einige Jahre zuvor „im Traum“ den Mord an dem Jungen Bradley Travor, dem „Baseballjungen“, wie sie ihn nennt, gesehen hat, stößt einige Jahre später in einer Zeitung auf eine Vermisstenanzeige dieses Jungen und landet versehentlich im Kopf von Rose the Hat, die dadurch auf sie aufmerksam wird.
Rose, die es leid ist, auf der Suche nach Steamquellen durch das Land zu fahren, beschließt, Abra zu entführen und „wie eine Milchkuh“ am Leben zu erhalten, so dass sie die Wahren dauerhaft mit Steam versorgen kann.
Abra trifft sich mit Dan und erzählt ihm alles. Fasziniert von Abras starkem Shining und nach wie vor geplagt von Gewissensbissen, dass er Deenies Sohn damals nicht geholfen hatte, verspricht er Abra, ihr beizustehen und sie zu beschützen.
Zusammen mit Billy Freemann und Dr. John, Abras Kinderarzt und ebenfalls Mitglied der Anonymen Alkoholiker, versuchen Dan und Abra die Pläne des Wahren Knotens zu vereiteln. Dieser jedoch hat ein gewaltiges Problem: Durch den Steam des „Baseballjungen“ haben sich die Wahren mit einer Kinderkrankheit infiziert, die ein Mitglied nach dem nächsten dahinrafft. Überzeugt, dass Abras Steam nicht nur eine gute Mahlzeit, sondern auch Heilung bringen kann, sind die Wahren noch erpichter darauf, das Mädchen in die Hände zu bekommen.
Nach einem gescheiterten Entführungsversuch, bei dem mehrere Mitglieder des Wahren Knotens umkommen, beschließen Dan und Abra, dem Ganzen ein Ende zu machen und sich Rose the Hat zu stellen, um sie und den Rest der Wahren endgültig zu vernichten.
Gemeinsam mit Billy Freemann fährt Dan nach Colorado zum „Bluebell Campground“, einem der Campingplätze des Wahren Knotens, der sich genau an der Stelle befindet, an der früher das berühmte Overlook-Hotel stand. Mit Abras Hilfe gelingt es Dan, die Mitglieder des Wahren Knoten zu vernichten und sich Rose the Hat zu stellen. Als das Ganze zu scheitern droht, bekommt Dan unerwartet Hilfe von einer Präsenz, die er anfangs nicht einordnen kann. Diese entpuppt sich als „Geist“ von Jack Torrance, der Dan retten will. Dan und Abra schaffen es schließlich, Rose the Hat zu töten und somit den Wahren Knoten auszulöschen.

## Rezeption
Für Margaret Atwood handelt Doctor Sleep nicht zuletzt von Familien und der Misshandlung von Kindern und Frauen durch männliche Angehörige. Zudem sei das Verhandeln von Familienverhältnissen eine grundlegende Konstante der amerikanischen Horror-Literatur.
Dietmar Dath beschreibt den Roman nicht nur als unverstellten Horror, sondern auch als Vergewisserung darüber, was das Genre leisten könne: eine Analyse gesellschaftlicher Grundbedingungen. Im Vergleich mit Shining arbeitet Dath heraus, dass in den 70ern Angst von Politik und Kultur gebändigt werden sollte, während heute Politik und Kultur von nichts anderem als Angst handeln. King empfehle mit Doctor Sleep, auf Angst nicht im Zorn zu reagieren, sondern mit klarem Kopf und Empathie für den vermeintlichen Gegner.
Burkhard Müller ist besonders von der emotionalen Qualität der Figuren angetan. Er verweist auf die gelungene Darstellung verschiedener Außenseiter, die sich zusammenschließen und genau wie ihre Gegenspieler Loyalität und Liebe in einer Gruppe erfahren.
2013 wurde Doctor Sleep als „Bestes Internationales Literaturwerk“ mit dem Vincent Preis ausgezeichnet. 2013 gewann der Roman den LovelyBooks Leserpreis in der Kategorie Krimi & Thriller.

## Verfilmung
Kurz nach Erscheinen des Romans sicherten sich Warner Bros. die Rechte an einer Verfilmung und im April 2016 wurden erste Pläne zu diesem Projekt bekannt. Akiva Goldsman sollte den Roman ursprünglich adaptieren, während Stephen King als ausführender Produzent des Films vorgesehen war. Am 26. Januar 2018 wurde bekannt gegeben, dass Mike Flanagan das Drehbuch von Goldsman neu schreiben und auch Regie beim Film führen wird. Die Hauptrolle übernahm Ewan McGregor. Doctor Sleeps Erwachen kam in den Vereinigten Staaten am 8. November 2019 und in Deutschland am 21. November 2019 in die Kinos und spielt im selben Filmuniversum wie Stanley Kubricks Verfilmung The Shining von 1980.

## Ausgaben
- Stephen King: Doctor Sleep. Scribner, New York 2013, ISBN 978-1-4767-2765-3.
- Stephen King: Doctor Sleep. Aus dem Englischen von Bernhard Kleinschmidt. Heyne, München 2013, ISBN 978-3-453-26855-5.